# Eilert Falch-Lund
Eilert Dietrichson Falch-Lund (Oslo, 27 de enero de 1875-Oslo, 2 de febrero de 1960) fue un deportista noruego que compitió en vela en la clase 12 Metre. Participó en dos Juegos Olímpicos de Verano en los años 1908 y 1912, obteniendo una medalla de oro en Estocolmo 1912 en la clase 12 Metre.

## Palmarés internacional
| Juegos Olímpicos | Juegos Olímpicos   | Juegos Olímpicos | Juegos Olímpicos |
| Año              | Lugar              | Medalla          | Clase            |
| ---------------- | ------------------ | ---------------- | ---------------- |
| 1912             | Estocolmo (Suecia) | Medalla de oro   | 12 Metre         |